# Hieracium nigropilum
Hieracium nigropilum es una especie de planta con flor del género Hieracium, de la familia Asteraceae, orden Asterales.

## Distribución
Hieracium nigropilum se distribuye por Noruega.

## Taxonomía
Fue descrita científicamente por Omang.